# Five Points (Kalifornia)
Five Points – obszar niemunicypalny w Kern County, w Kalifornii (Stany Zjednoczone), na wysokości 2045 m.